# Flibuste (obstruction parlementaire)

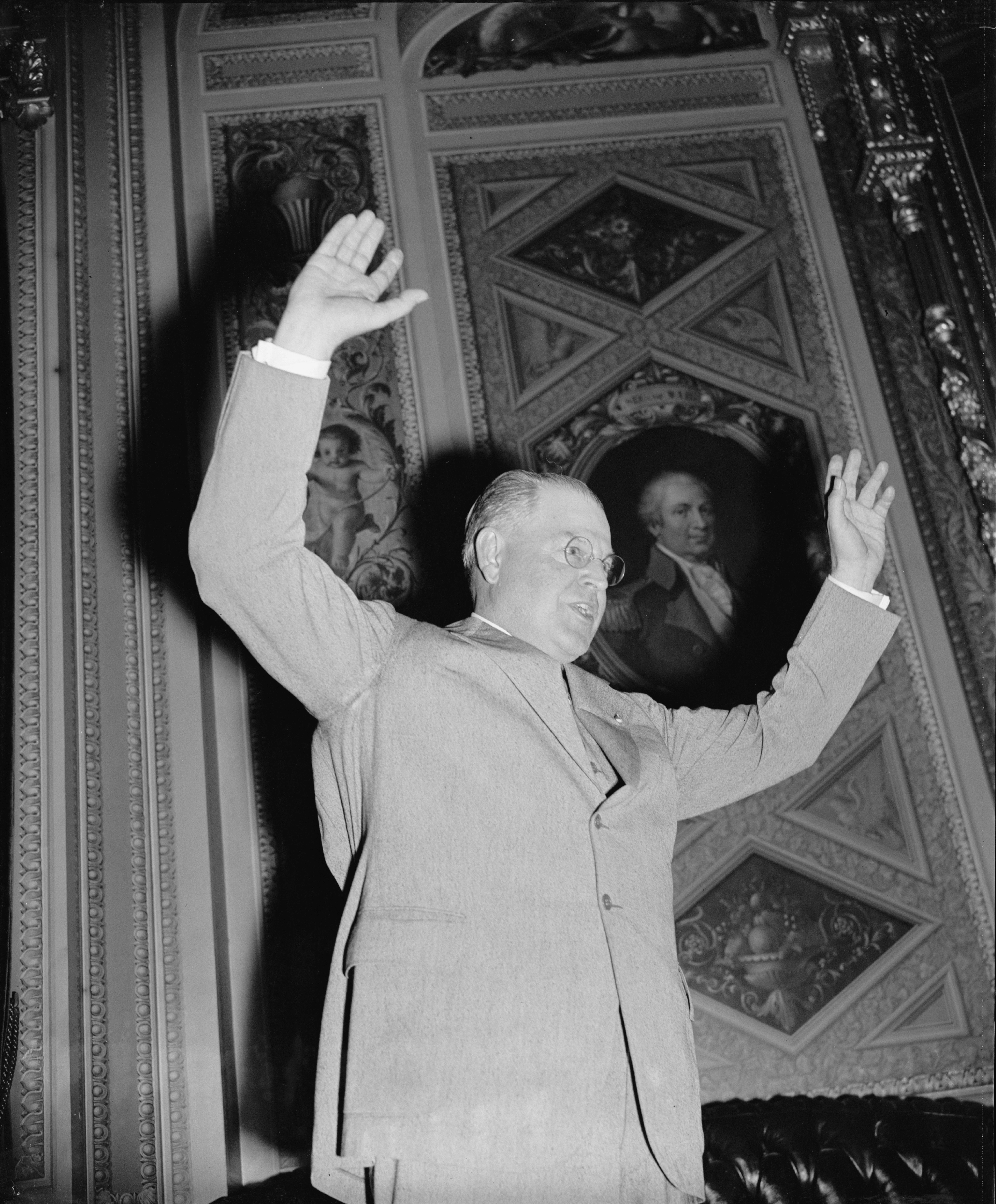
Le sénateur américain Warren R. Austin s'exprimant lors d'une obstruction parlementaire qui a duré toute la nuit

La flibuste (ou obstruction parlementaire) est une procédure politique dans laquelle un ou plusieurs membres d'un organe législatif prolongent le débat sur un projet de loi afin de retarder ou d'empêcher complètement une décision. On parle parfois de « parler d'un projet de loi à mort » ou de « faire échouer un projet de loi » et on le caractérise comme une forme d'obstruction au sein d'une assemblée législative ou d'un autre organe décisionnel.

## Étymologie
Le terme « flibustier » dérive en fin de compte du néerlandais vrijbuiter (« flibustier », un aventurier pilleur et pillard), mais l'histoire précise de l'emprunt du mot à l'anglais est obscure. . L'Oxford English Dictionary trouve sa seule utilisation connue en anglais moderne dans un livre de 1587 décrivant les « flibuteurs » qui volaient les convois de ravitaillement. À la fin du XVIIIe siècle, le terme a été réemprunté en anglais à partir de sa forme française flibustier, une forme qui a été utilisée jusqu'au milieu du XIXe siècle.
La forme anglaise moderne « filibuster » a été empruntée au début des années 1850 à l'espagnol filibustero (pillard sans foi ni loi). Le terme était appliqué aux aventuriers militaires privés comme William Walker qui attaquaient et pillaient alors les colonies espagnoles en Amérique centrale. L'Espagne a perdu tout son territoire d'Amérique centrale en 1821. Au cours du milieu et de la fin du XIXe siècle, le terme « filibustering » est devenu courant en anglais américain dans le sens de « faire obstacle au progrès d'une assemblée législative ».

## Rome antique
L’un des premiers praticiens connus de l’obstruction parlementaire fut le sénateur romain Caton le Jeune. Dans les débats sur la législation à laquelle il s'opposait particulièrement, Caton faisait souvent obstruction à la mesure en parlant sans interruption jusqu'à la tombée de la nuit. Comme le Sénat romain avait une règle exigeant que toutes les affaires soient terminées avant le crépuscule, les discours délibérément longs de Caton étaient un moyen efficace d'empêcher un vote.
Caton a tenté d'utiliser l'obstruction parlementaire au moins à deux reprises pour contrecarrer les objectifs politiques de Jules César. Le premier incident eut lieu durant l'été 60 av. J.-C., alors que César revenait de sa propréture en Hispanie ultérieure. César, en vertu de ses victoires militaires sur les pillards et les bandits d'Hispanie, avait reçu un triomphe du Sénat. Ayant récemment eu quarante ans, César était également devenu éligible pour se présenter au poste de consul. Cela posait un dilemme. Les généraux romains honorés d'un triomphe n'étaient pas autorisés à entrer dans la ville avant la cérémonie, mais les candidats au consulat étaient tenus, par la loi, de se présenter en personne au Forum. La date de l'élection, déjà fixée, rendait impossible à César de se présenter à moins qu'il ne franchisse le pomerium et ne renonce au droit à son triomphe. César demanda au Sénat de se présenter in absentia , mais Caton eut recours à l'obstruction pour bloquer la proposition. Confronté au choix entre le triomphe et le consulat, César choisit le consulat et entra dans la ville.
Caton a de nouveau eu recours à l'obstruction parlementaire en 59 av. J.-C. en réponse à un projet de loi de réforme agraire parrainé par César, alors consul. Lorsque le tour de Caton fut venu de parler lors du débat, il commença l'un de ses discours caractéristiques, longs et verbeux. César, qui devait faire passer le projet de loi avant que son coconsul, Marcus Calpurnius Bibulus, ne prenne possession des faisceaux à la fin du mois, reconnut immédiatement l'intention de Caton et ordonna aux licteurs de l'emprisonner pour le reste de la journée. Cette décision fut impopulaire auprès de nombreux sénateurs et César, réalisant son erreur, ordonna bientôt la libération de Caton. La journée fut gâchée sans que le Sénat ne puisse voter une motion soutenant le projet de loi, mais César finit par contourner l'opposition de Caton en portant la mesure à l'Assemblée tribale, où elle fut adoptée.

## Parlements de style Westminster

### Australie
Les deux chambres du Parlement australien ont des règles strictes sur la durée de parole des membres, de sorte que les obstructions ne sont généralement pas possibles, bien que ce ne soit pas le cas dans certaines législatures d'État,.
Dans l'opposition, la coalition libérale nationale de Tony Abbott a eu recours à la suspension du règlement intérieur en 2012 à des fins d'obstruction parlementaire, le plus souvent lors de la séance de questions contre le gouvernement travailliste,.
En 2022, la sénatrice libérale Michaelia Cash s'est livrée à une obstruction parlementaire de neuf heures en comité plénier (au cours duquel les sénateurs peuvent généralement interroger les ministres aussi souvent qu'ils le souhaitent) dans le but de retarder l'adoption des lois sur les relations industrielles.

### Canada

#### Fédéral
Un exemple dramatique d’obstruction parlementaire à la Chambre des communes du Canada a eu lieu entre le jeudi 23 juin 2011 et le samedi 25 juin 2011. Dans une tentative d'empêcher l'adoption du projet de loi C-6, qui aurait imposé un contrat de quatre ans et des conditions salariales aux travailleurs de Postes Canada en lock-out, le Nouveau Parti démocratique (NPD) a mené une séance d'obstruction parlementaire qui a duré cinquante-huit heures. Le NPD a soutenu que la législation, dans sa forme actuelle, portait atteinte à la négociation collective. Plus précisément, le NPD s’est opposé aux dispositions salariales et à la forme d’arbitrage exécutoire décrites dans le projet de loi.
La Chambre devait fermer ses portes pour l'été le 23 juin, mais elle est restée ouverte en session prolongée en raison de l'obstruction parlementaire. Les 103 députés du NPD se relayaient pour prononcer des discours de vingt minutes, suivis de dix minutes de questions et commentaires, afin de retarder l'adoption du projet de loi. Les députés sont autorisés à prononcer de tels discours à chaque fois qu’un vote a lieu, et de nombreux votes étaient nécessaires avant que le projet de loi puisse être adopté. Le Parti conservateur du Canada détenant la majorité à la Chambre, le projet de loi a été adopté,. Il s’agit de l’obstruction parlementaire la plus longue depuis celle du Parti réformiste du Canada en 1999, sur les questions relatives aux traités autochtones en Colombie-Britannique,.
L'ancien député conservateur Tom Lukiwski était connu pour sa capacité à bloquer les travaux des commissions parlementaires en faisant de l'obstruction parlementaire,. Un tel exemple s'est produit le 26 octobre 2006, lorsqu'il a pris la parole pendant près de 120 minutes pour empêcher le Comité permanent de l'environnement et du développement durable d'étudier un projet de loi d'initiative parlementaire visant à mettre en œuvre l'Accord de Kyoto,,. Il a également pris la parole pendant environ 6 heures les 5 et 7 février 2008, lors des réunions du Comité permanent de la procédure et des affaires de la Chambre pour bloquer l'enquête sur les allégations selon lesquelles le Parti conservateur aurait dépensé plus que les limites maximales autorisées pour la campagne électorale lors des élections fédérales canadiennes de 2006,,,.
Un autre exemple d’obstruction parlementaire au niveau fédéral au Canada s’est produit au début de 2014 lorsque le député et chef adjoint du NPD, David Christopherson, a fait obstruction au projet de loi C-23 du gouvernement, la Loi sur l’intégrité des élections, devant le Comité de la procédure et des affaires de la Chambre. Son obstruction parlementaire a duré plusieurs réunions, au cours desquelles il a parlé pendant plus de 8 heures. Cette mesure visait à appuyer sa propre motion visant à tenir des audiences pancanadiennes sur le projet de loi afin que les députés puissent entendre ce que le public canadien pensait du projet de loi. Finalement, étant donné que le gouvernement conservateur avait la majorité au comité, sa motion a été rejetée et le projet de loi a été adopté — avec toutefois quelques amendements importants.
Au printemps 2017, les députés conservateurs et néo-démocrates de l'opposition se sont unis pour faire obstruction à une motion de la leader du gouvernement à la Chambre, Bardish Chagger, arguant qu'il s'agissait d'une tentative du gouvernement libéral de limiter la capacité des partis d'opposition à demander des comptes au gouvernement. David Christopherson fut à nouveau l'un des chefs de file de cette obstruction parlementaire, aux côtés du conservateur Scott Reid. Plusieurs autres députés de l’opposition ont apporté des contributions importantes à l’obstruction parlementaire, notamment les conservateurs Blake Richards, John Nater et Jamie Schmale. L'obstruction parlementaire a duré du 21 mars au 2 mai, date à laquelle les libéraux au pouvoir ont accepté d'abandonner les éléments les plus controversés de leur proposition.

#### Provincial

##### Terre-Neuve-et-Labrador
Un exemple ironique d'obstruction parlementaire s'est produit lorsque le Parti libéral de Terre-Neuve-et-Labrador n'avait apparemment « rien d'autre à faire à l'Assemblée législative » et a débattu entre eux de son propre budget après que les partis conservateur et néo-démocrate ont indiqué leur soutien au projet de loi ou leur intention de voter.
La législature de la province de l’Ontario a été témoin de plusieurs obstructions parlementaires importantes, bien que deux d’entre elles soient remarquables par la manière inhabituelle dont elles ont été menées. La première fut une tentative, le 6 mai 1991, de Mike Harris — futur premier ministre mais alors chef de l’opposition progressiste-conservatrice — pour faire dérailler la mise en œuvre du budget déposé par le gouvernement NPD du premier ministre Bob Rae. La tactique consistait à introduire le projet de loi 95 (aussi appelé Loi sur la moule zébrée), dont le titre contenait les noms de chaque lac, rivière et ruisseau de la province. Entre la lecture du titre par le député qui a proposé le projet de loi et la lecture obligatoire ultérieure du titre par le greffier de la Chambre, cette obstruction a occupé la totalité de la séance de la journée jusqu'à l'ajournement. Pour éviter que cette tactique particulière ne soit utilisée à nouveau, des modifications ont finalement été apportées au Règlement afin de limiter à 30 minutes le temps alloué chaque jour à la présentation des projets de loi.
Une deuxième obstruction parlementaire très médiatisée et mise en œuvre de façon unique à l'Assemblée législative de l'Ontario a eu lieu en avril 1997, lorsque le Nouveau Parti démocratique de l'Ontario, alors dans l'opposition, a tenté d'empêcher l'entrée en vigueur du projet de loi 103 du Parti progressiste-conservateur au pouvoir. Pour protester contre la loi du gouvernement conservateur qui fusionnerait les municipalités du Grand Toronto dans la « mégapole » de Toronto, le petit caucus du NPD a présenté 11 500 amendements au projet de loi sur la mégapole, créés sur des ordinateurs dotés d'une fonctionnalité de fusion et de publipostage. Chaque amendement nommerait une rue de la ville proposée et prévoirait que des audiences publiques seraient organisées dans la mégapole, les résidents de la rue étant invités à y participer. Le Parti libéral de l’Ontario s’est également joint à l’obstruction parlementaire avec une série d’amendements plus restreints ; un amendement libéral typique donnerait une désignation historique à une rue nommée. Le NPD a ensuite ajouté une autre série de plus de 700 amendements, chacun proposant une date différente pour l’entrée en vigueur du projet de loi.
L'obstruction parlementaire a commencé le 2 avril avec l'amendement Abbeywood Trail et a occupé la législature jour et nuit, les membres se relayant. Le 4 avril, des membres du gouvernement épuisés et souvent somnolents ont laissé passer par inadvertance l’un des amendements du NPD, et la poignée de résidents de Cafon Court à Etobicoke ont obtenu le droit à une consultation publique sur le projet de loi, bien que le gouvernement ait par la suite annulé ce droit avec un amendement de son propre chef. Le 6 avril, alors que la liste alphabétique des rues était à peine entrée dans l'Es, le président Chris Stockwell a décidé qu'il n'était pas nécessaire que les 220 mots identiques dans chaque amendement soient lus à haute voix à chaque fois, seulement le nom de la rue. Alors qu'un vote était encore nécessaire sur chaque amendement, la rue Zorra n'a été atteinte que le 8 avril. Les amendements libéraux ont ensuite été rejetés un par un, en utilisant finalement un processus abrégé similaire, et l'obstruction parlementaire a finalement pris fin le 11 avril.

### Inde
Le Rajya Sabha (Conseil des États) — qui est la chambre haute du pouvoir législatif bicaméral indien — permet de clore un débat par une décision à la majorité simple de la chambre, sur une motion de clôture ainsi introduite par n'importe quel membre. En revanche, la Lok Sabha (Conseil du peuple) — la chambre basse — laisse la clôture du débat à la discrétion du président une fois qu'une motion visant à mettre fin au débat est présentée par un membre.

### Irlande
En 2014, le ministre irlandais de la Justice, Alan Shatter, a fait de l'obstruction parlementaire ; il a été perçu comme faisant du « bourdonnement incessant » et cela a donc été qualifié d'« attaque de drone ».

### Nouvelle-Zélande
En août 2000, les partis d'opposition néo-zélandais National et ACT ont retardé le vote sur le projet de loi sur les relations de travail en votant lentement et, dans certains cas, en maori (ce qui nécessitait une traduction en anglais).
En 2009, plusieurs partis ont fait obstruction au projet de loi sur la réorganisation du gouvernement local d'Auckland pour s'opposer à la création par le gouvernement d'un nouveau conseil d'Auckland - en urgence et sans débat ni examen par le comité spécial - en proposant des milliers d'amendements destructeurs et en votant en maori, chaque amendement devant être mis aux voix et les votes en maori traduits en anglais. Les amendements comprenaient le changement de nom du conseil en « Auckland Katchafire Council » ou « Rodney Hide Memorial Council » et le remplacement de l'expression « pouvoirs d'un conseil régional » par « pouvoir et force »,.

### Royaume-Uni
Au Parlement du Royaume-Uni, on peut dire qu'un projet de loi rejeté par une manœuvre d'obstruction parlementaire a été « rejeté par les négociations ». Les procédures de la Chambre des communes exigent que les députés n’abordent que les points pertinents au sujet à l’étude ou au débat en cours lorsqu’ils prennent la parole. Voici quelques exemples d'obstruction parlementaire à la Chambre des communes et à la Chambre des lords :
- En 1874, Joseph Gillis Biggar commença à prononcer de longs discours à la Chambre des communes pour retarder l'adoption de lois de coercition irlandaises. Charles Stewart Parnell, un jeune député nationaliste irlandais qui devint en 1880 chef du Parti parlementaire irlandais, le rejoignit dans cette tactique visant à entraver les travaux de la Chambre et à forcer les libéraux et les conservateurs à négocier avec lui et son parti. Cette tactique fut un énorme succès et Parnell et ses députés réussirent, pendant un temps, à forcer le Parlement à prendre au sérieux la question irlandaise du retour à l’autonomie.
- En 1983, le député travailliste John Golding a parlé pendant plus de 11 heures lors d'une séance nocturne au comité chargé d'examiner le projet de loi sur les télécommunications britanniques. Toutefois, comme il s'agissait d'une réunion d'un comité permanent et non de la Chambre des communes, il a également pu prendre des pauses pour manger.
- Le 3 juillet 1998, le projet de loi sur les mammifères sauvages (chasse avec des chiens) du député travailliste Michael Foster a été bloqué au Parlement par l'obstruction parlementaire de l'opposition[réf. nécessaire].
- En janvier 2000, l'obstruction systématique ordonnée par les députés conservateurs pour s'opposer au projet de loi sur les disqualifications a conduit à l'annulation des travaux parlementaires de la journée, le 1000e jour du mandat du Premier ministre Tony Blair. Cependant, comme cette affaire incluait les questions au Premier ministre, William Hague, le chef conservateur de l'époque, fut privé de l'opportunité d'une confrontation de haut niveau avec le Premier ministre.
- Le vendredi 20 avril 2007, un projet de loi d'initiative parlementaire visant à exempter les députés de la loi sur la liberté d'information a été rejeté par un groupe de députés, mené par les libéraux-démocrates Simon Hughes et Norman Baker, qui ont débattu pendant cinq heures, ce qui a mis fin au temps parlementaire et a « envoyé le projet de loi au bas de la pile ». Cependant, comme il n'y avait aucun autre projet de loi d'initiative parlementaire à débattre, il a été ressuscité le lundi suivant[44].
- En janvier 2011, des pairs travaillistes, dont notamment John Prescott, tentaient de retarder l'adoption du projet de loi de 2010 sur le système de vote parlementaire et les circonscriptions jusqu'au 16 février, date limite donnée par la Commission électorale pour permettre au référendum sur le vote alternatif d'avoir lieu le 5 mai. Au cours du huitième jour de débat, le personnel de la Chambre des Lords a installé des lits de camp et des rafraîchissements pour permettre aux pairs de se reposer, pour la première fois en huit ans[45].
- En janvier 2012, les députés conservateurs et du Parti national écossais ont eu recours à l'obstruction parlementaire pour bloquer avec succès le projet de loi sur l'heure d'été 2010-2012, un projet de loi d'initiative parlementaire qui aurait placé le Royaume-Uni à l'heure d'Europe centrale. L'obstruction parlementaire comprenait une tentative de Jacob Rees-Mogg de modifier le projet de loi pour donner au comté de Somerset son propre fuseau horaire, 15 minutes après celui de Londres[46],[47].
- En novembre 2014, les députés conservateurs Philip Davies et Christopher Chope ont réussi à faire obstruction à un projet de loi d'initiative parlementaire qui aurait interdit les expulsions de représailles. Le discours de Davies a été écourté par la vice-présidente Dawn Primarolo pour avoir ignoré son autorité après avoir ordonné à Davies de conclure son discours d'une heure. Une motion de clôture proposée par le gouvernement, qui a été adoptée par 60 voix contre 0, a été rejetée en raison du manque de quorum[48],[49].
- En octobre 2016, le ministre conservateur Sam Gyimah a fait obstruction à un projet de loi parrainé par John Nicolson du Parti national écossais qui permettrait de gracier les condamnations historiques pour actes homosexuels (qui ne constituent plus un délit), remplaçant ainsi une loi existante qui exige que chaque grâce soit demandée séparément.

Le record de tous les temps à la Chambre des communes pour une intervention ininterrompue, six heures, a été établi par Henry Brougham en 1828, bien qu'il ne s'agisse pas d'une obstruction parlementaire. Le record du XXIe siècle a été établi le 2 décembre 2005 par Andrew Dismore, député travailliste de Hendon. Dismore a parlé pendant trois heures et 17 minutes pour bloquer un projet de loi d'initiative parlementaire conservateur, le projet de loi sur la modification du droit pénal (protection de la propriété), qui, selon lui, équivalait à une « loi de justicier ». Bien que Dismore soit crédité d'avoir parlé pendant 197 minutes, il acceptait régulièrement les interventions d'autres députés qui souhaitaient commenter les points soulevés dans son discours. Le recours à de multiples interventions gonfle artificiellement la durée d’un discours et peut donc être utilisé comme tactique pour prolonger un discours.

#### Irlande du Nord
Une obstruction parlementaire notable a eu lieu à la Chambre des communes d'Irlande du Nord en 1936 lorsque Tommy Henderson (député unioniste indépendant de Shankill) a parlé pendant neuf heures et demie (se terminant juste avant 4 heures du matin) sur le projet de loi de crédits. Comme ce projet de loi appliquait les dépenses gouvernementales à tous les ministères, presque tous les sujets étaient pertinents au débat, et Henderson a profité de l'occasion pour énumérer toutes ses nombreuses critiques à l'égard du gouvernement unioniste.

## Autres
Le 28 octobre 1897, Otto Lecher, délégué de Brünn, s'exprima sans interruption pendant douze heures devant l'Abgeordnetenhaus (« Chambre des délégués ») du Reichsrat (« Conseil impérial ») d'Autriche, pour bloquer toute action sur l'« Ausgleich » avec la Hongrie, qui devait être renouvelé. Mark Twain était présent et a décrit le discours et le contexte politique dans son essai « Stirring Times in Austria ».
À l'Assemblée législative de Rhodésie du Sud, le député indépendant Ahrn Palley a organisé une obstruction parlementaire similaire contre le projet de loi sur le maintien de l'ordre public le 22 novembre 1960, bien que cela ait pris la forme d'une longue série d'amendements au projet de loi et consistait donc en de multiples discours individuels entrecoupés de commentaires d'autres députés. Palley a maintenu l'Assemblée en séance de 20 heures à 12 h 30 le lendemain.
Au Sénat des Philippines, Roseller Lim, du Parti nationaliste, a mené la plus longue obstruction parlementaire de l'histoire du Sénat philippin[réf. nécessaire]. Lors de l'élection du président du Sénat des Philippines en avril 1963, il est resté sur le podium pendant plus de 18 heures pour attendre son camarade de parti Alejandro Almendras qui devait arriver des États-Unis. Les nationalistes, qui représentaient exactement la moitié du Sénat, voulaient empêcher l'élection de Ferdinand Marcos à la présidence du Sénat. Interdit même d'aller dans la salle de confort, il a dû faire ses besoins dans son pantalon jusqu'à l'arrivée d'Almendras. Il a voté pour son collègue de parti Eulogio Rodríguez juste au moment où Almendras arrivait et a dû être transporté sur une civière hors de la salle de séance en raison de l'épuisement. Cependant, Almendras a voté pour Marcos, et ce dernier a arraché la présidence du Sénat aux nationalistes après plus d'une décennie de contrôle.
Le 16 décembre 2010, Werner Kogler, du Parti vert autrichien, a prononcé un discours devant la commission du budget, critiquant les échecs du budget et des partis au pouvoir (Parti social-démocrate et Parti populaire autrichien) au cours des dernières années. L'obstruction parlementaire a duré 12 heures et 42 minutes (à partir de 13h18 et jusqu'à 2h00 du matin), battant ainsi le précédent record détenu par sa collègue de parti Madeleine Petrovic (10 heures et 35 minutes le 11 mars 1993), après quoi le règlement intérieur a été modifié, limitant le temps de parole à 20 minutes. Cela n’a cependant pas empêché Kogler de prononcer son discours.

## États-Unis

### Sénat
L’obstruction parlementaire est un dispositif législatif puissant au Sénat des États-Unis. Le règlement du Sénat autorise un ou plusieurs sénateurs à parler aussi longtemps qu'ils le souhaitent et sur le sujet de leur choix, à moins que « les trois cinquièmes des sénateurs dûment choisis et assermentés » (généralement 60 sénateurs sur 100) ne mettent fin au débat en invoquant la clôture en vertu de l'article XXII du Règlement du Sénat. Même si une tentative d’obstruction parlementaire échoue, le processus prend du temps. Les défenseurs de l'obstruction parlementaire qualifient cette pratique d'« âme du Sénat ».
La procédure n'est pas mentionnée dans la Constitution américaine ; elle n'est devenue théoriquement possible qu'avec un changement du règlement du Sénat en 1806, et n'a été utilisée qu'en 1837. Rarement utilisé pendant une grande partie des deux premiers siècles du Sénat, il a été renforcé dans les années 1970, et surtout depuis les années 2010 la majorité a préféré éviter les obstructions en passant à d'autres affaires lorsqu'une obstruction est menacée et les tentatives de clôture ont échoué. En conséquence, au cours des dernières décennies, cela signifie que toutes les lois importantes (à l’exception de la réconciliation budgétaire, qui nécessite une majorité simple de 51 voix) nécessitent désormais une majorité de 60 voix pour être adoptées.
Selon les règles actuelles du Sénat, toute modification ou limitation de l'obstruction parlementaire constituerait un changement de règle qui pourrait lui-même faire l'objet d'une obstruction parlementaire, les deux tiers des sénateurs présents et votants (par opposition aux trois cinquièmes habituels de ceux qui ont prêté serment) devant voter pour mettre fin à l'obstruction parlementaire. Toutefois, selon les précédents du Sénat, une majorité simple peut agir (et a agi) pour limiter la pratique en annulant les décisions du président. La suppression ou la limitation substantielle de l'obstruction parlementaire par une simple majorité, plutôt qu'un changement de règle, est appelée l'option constitutionnelle par les partisans, et l'option nucléaire par les opposants.
Le 21 novembre 2013, le Sénat, contrôlé par les démocrates, a voté par 52 voix contre 48 pour exiger seulement un vote majoritaire pour mettre fin à l'obstruction systématique de tous les candidats aux postes exécutifs et judiciaires, à l'exclusion des candidats à la Cour suprême, plutôt que les trois cinquièmes des voix précédemment requis. Le 6 avril 2017, le Sénat, contrôlé par les républicains, a voté par 52 voix contre 48 pour exiger seulement un vote majoritaire pour mettre fin à l'obstruction systématique des nominations à la Cour suprême. Une supermajorité des trois cinquièmes (60 voix) est toujours nécessaire pour mettre fin aux obstructions législatives.
Alors qu'il était président, Donald Trump s'est prononcé à plusieurs reprises contre l'exigence de 60 voix pour une loi,. En opposition à Trump, le chef de la majorité au Sénat, Mitch McConnell, s'est engagé à ne pas abolir l'obstruction parlementaire pour les projets de loi ; en avril 2017, un large éventail de 61 sénateurs (32 républicains, 28 démocrates et un indépendant) ont signé une lettre déclarant leur soutien au seuil de 60 voix et leur opposition à l'abolition de l'obstruction parlementaire pour les projets de loi.
En 2021, le passé de l’obstruction parlementaire au Sénat, en particulier son utilisation historique pour bloquer la législation sur les droits civiques, une pratique décrite par l’ Associated Press comme raciste, a alimenté les arguments en faveur de sa fin. Le 19 janvier 2022, le Sénat contrôlé par les démocrates a voté pour modifier l’obstruction parlementaire. Le vote a cependant échoué par 52 voix contre 48, en raison de la défection des sénateurs démocrates Joe Manchin et Kyrsten Sinema.
Le 1er avril 2025, Cory Booker a prononcé le plus long discours au Sénat de l'histoire américaine, connu sous le nom de discours marathon de Cory Booker, surpassant le précédent record de Strom Thurmond, qui avait fait obstruction au Civil Rights Act de 1957. Ce discours n'était cependant pas une obstruction parlementaire, car il n'y a pas eu de vote sur un projet de loi bloqué,,.

### Chambre des députés
À la Chambre des représentants des États-Unis, l'obstruction parlementaire (le droit à un débat illimité) a été utilisée jusqu'en 1842, date à laquelle une règle permanente limitant la durée du débat a été créée. La disparition du quorum était une tactique utilisée par la minorité jusqu'à ce que le président Thomas Brackett Reed l'élimine en 1890. Comme le nombre de membres de la Chambre est devenu bien plus important que celui du Sénat, la Chambre a agi plus tôt pour contrôler les débats en séance plénière et pour retarder et bloquer les votes en séance plénière. La minute magique permet aux chefs de parti de parler aussi longtemps qu'ils le souhaitent, ce que Kevin McCarthy a utilisé en 2021 pour établir un record du discours le plus long à la Chambre (8 heures et 33 minutes) en opposition au Build Back Better Act,.

### Législatures des États
Seules 14 législatures d’État autorisent l’obstruction parlementaire :
- Alabama
- Alaska
- Arkansas
- Connecticut
- Floride
- Hawaii
- Idaho
- Maine
- Missouri
- Nebraska
- Caroline du Sud
- Texas
- Utah
- Vermont

## France
En France, la durée des discours étant elle-même limitée, les rappels au règlement et — surtout — les amendements sont des outils populaires d’obstruction parlementaire.
Le nombre record d'amendements a été atteint en août 2006 ; l'opposition de gauche a déposé 137 449 amendements au projet de loi portant la part de l'État français dans Gaz de France de 80 % à 34 % afin de permettre la fusion entre Gaz de France et Suez. La procédure parlementaire normale aurait nécessité 10 ans pour voter sur tous les amendements.
La constitution française donne au gouvernement deux options pour contrer une telle obstruction. La première option de ce type était à l'origine le recours à la procédure de l'article 49 paragraphe 3, selon laquelle la loi était adoptée à moins qu'une majorité ne soit atteinte sur une motion de censure (une réforme de juillet 2008 a eu pour conséquence de limiter ce pouvoir aux seules mesures budgétaires, plus une fois par session ordinaire — soit d'octobre à juin — sur tout projet de loi. Avant cette réforme, l'article 49.3 était fréquemment utilisé, notamment lorsque le gouvernement n'avait pas de majorité à l'Assemblée nationale pour soutenir le texte mais néanmoins suffisante pour éviter un vote de censure). La deuxième option est l’article 44 paragraphe 3, par lequel le gouvernement peut imposer un vote global sur tous les amendements qu’il n’a pas approuvés ou soumis lui-même.
Finalement, le gouvernement n’a eu besoin d’utiliser aucune de ces procédures. Alors que le débat parlementaire commençait, l'opposition de gauche a choisi de retirer tous les amendements pour permettre au vote de se dérouler. L'obstruction parlementaire a été avortée car l'opposition à la privatisation de Gaz de France semblait manquer de soutien au sein de la population. Il est également apparu que cette loi de privatisation pourrait être utilisée par la gauche lors de l'élection présidentielle de 2007 comme argument politique. En effet, Nicolas Sarkozy — président de l'Union pour un mouvement populaire (UMP, le parti de droite), ministre de l'Intérieur, ancien ministre des Finances et futur président — avait auparavant promis que la part détenue par l'État français dans Gaz de France ne descendrait jamais en dessous de 70 %.

## Chili
En 1993, Jorge Ulloa, de l'Union démocratique indépendante, a prononcé un discours de six heures à la Chambre des députés de Valparaíso, pour permettre à Pablo Longueira d'arriver de Concepción et de voter sur la destitution de trois juges de la Cour suprême.
À la Chambre des députés du Chili, le 8 novembre 2021, Jaime Naranjo, député du Parti socialiste, a pris la parole pendant près de 15 heures lors du débat sur la destitution du président Sebastián Piñera, permettant à Gonzalo Winter et Giorgio Jackson du Front large (tous deux en quarantaine préventive de contact étroit avec le COVID-19 jusqu'à minuit) d'arriver au Congrès pour participer à la session. Le chrétien-démocrate Jorge Sabag était à Chillán et avait passé un test PCR plus tôt dans la journée ; bien qu'il ait initialement refusé d'assister à la session, les membres du conseil d'administration du Parti chrétien-démocrate l'ont convaincu de faire le voyage à Valparaíso, arrivant cette nuit-là, juste après Jackson et Winter. Leurs votes ont été essentiels pour destituer Piñera,.

## Hong Kong
Le premier incident d'obstruction au Conseil législatif (LegCo) après la rétrocession s'est produit lors de la deuxième lecture du projet de loi sur la fourniture des services municipaux (réorganisation) en 1999, qui visait à dissoudre le Conseil urbain et le Conseil régional partiellement élus. Comme l'absence de certains législateurs pro-establishment signifiait un soutien insuffisant pour l'adoption du projet de loi, le camp pro-establishment a fait obstruction avec Michael Suen, alors secrétaire aux Affaires constitutionnelles ; le vote sur le projet de loi a été reporté au lendemain afin que les absents puissent voter. Bien que l'obstruction parlementaire ait été critiquée par le camp pro-démocratie, Lau Kong-wah de l'Alliance démocratique pour l'amélioration et le progrès de Hong Kong (DAB) a défendu ses actions, affirmant que « cela (une obstruction parlementaire) est totalement acceptable dans une assemblée parlementaire ».
Les législateurs du camp pro-démocratie ont fait obstruction lors d'un débat sur le financement de la construction de la liaison ferroviaire express Guangzhou-Shenzhen-Hong Kong en soulevant de nombreuses questions sur des points très mineurs, retardant ainsi l'adoption du projet de loi du 18 décembre 2009 au 16 janvier 2010. Le bâtiment du Conseil législatif a été encerclé par des milliers de manifestants opposés au train à grande vitesse au cours des réunions.
En 2012, Albert Chan et Wong Yuk-man du People Power ont soumis un total de 1306 amendements au projet de loi portant modification du Conseil législatif, par lesquels le gouvernement a tenté d'interdire aux législateurs de participer aux élections partielles après leur démission. Le projet de loi était une réponse au référendum dit des cinq circonscriptions, au cours duquel cinq législateurs du camp pro-démocratie ont démissionné puis ont rejoint l'élection partielle, affirmant que cela confirmerait le soutien du public pour faire avancer la réforme électorale. Le camp pro-démocratie s'est fermement opposé au projet de loi[réf. nécessaire], affirmant qu'il s'agissait d'une privation des droits politiques des citoyens. En raison de l’obstruction parlementaire, le LegCo a mené plusieurs débats nocturnes sur les amendements. Dans la matinée du 17 mai 2012, le président du LegCo, Jasper Tsang, a mis fin au débat, citant l'article 92 du Règlement intérieur du LegCo : Dans toute question non prévue dans le présent Règlement intérieur, la pratique et la procédure à suivre au Conseil seront celles qui seront décidées par le Président qui peut, s'il le juge approprié, s'inspirer de la pratique et de la procédure d'autres législatures. Finalement, toutes les motions visant à modifier le projet de loi ont été rejetées et le projet de loi a été adopté.
Pour interdire l’obstruction parlementaire, Ip Kwok-him du DAB a cherché à limiter chaque membre à une seule motion, en modifiant les procédures du Comité des finances et de ses deux sous-comités en 2013. Les 27 membres du camp pan-démocratique ont soumis 1,9 million d’amendements. Le Secrétariat a estimé que 408 mois-hommes (chacun contenant 156 heures de travail) étaient nécessaires pour vérifier les faits et l’exactitude des motions et, si tous les amendements étaient admis par le président, le temps de vote prendrait 23 868 réunions de deux heures.

## Italie
En Italie, l'obstruction parlementaire a des traditions anciennes et s'exprime généralement par la proposition de textes juridiques tels que des motions ou des amendements sur lesquels ont lieu des débats.

## Iran
Lors de la nationalisation du pétrole iranien, le discours d'obstruction de Hossain Makki — le député du Front national — a duré quatre jours et a rendu les pro-britanniques et les pro-royalistes du Majlis (Iran) inactifs. Pendant quatre jours, Makki a retardé le vote en évoquant l'expérience tortueuse du pays avec l'AIOC et les lacunes du projet de loi. Quatre jours plus tard, à la fin du trimestre, le débat n’avait pas abouti. Le sort du projet de loi reste à décider lors du prochain Majlis.

## Corée du Sud
Les députés de l'opposition sud-coréenne ont lancé une obstruction parlementaire le 23 février 2016 pour bloquer le projet de loi antiterroriste, qui, selon eux, donnerait trop de pouvoir au Service national de renseignement et entraînerait des atteintes à la vie privée des citoyens. L'obstruction parlementaire a pris fin le 2 mars, avec un total de 193 heures, et l'adoption du projet de loi. Les 20e élections législatives en Corée du Sud ont eu lieu deux mois après l'obstruction parlementaire, et le parti d'opposition, le Parti Minjoo de Corée, a remporté plus de sièges que le parti au pouvoir, le Parti Saenuri.

## Espagne
Au parlement catalan, les députés de l'opposition ont lancé une obstruction parlementaire le 6 septembre 2017 pour bloquer le référendum sur l'indépendance.

### Remarques
1. ↑  "Talking it out" usage example: « MPs renew info exemption effort », BBC,‎ 15 mai 2007 (lire en ligne [archive du 31 juillet 2020], consulté le 25 septembre 2010)
2. 1 2  Oxford English Dictionary, "filibuster", pp. F:212–213.
3. ↑  (en-US) Salvador Rizzo, « Analysis | Ed Markey's ahistorical attack on the filibuster », The Washington Post,‎ 22 mars 2021 (lire en ligne, consulté le 10 avril 2025)
4. ↑  Fouts, « No Spain, No Gain » [archive du 18 janvier 2023], Ohio History Connection, 13 décembre 2017 (consulté le 18 janvier 2023)
5. 1 2 3 4  Adrian Goldsworthy, Caesar: Life of a Colossus, New Haven, Yale University Press, 2006, p. 583
6. ↑  « Standing Orders and other orders of the Senate » [archive du 16 février 2012], Parliament of Australia (consulté le 23 juin 2008)
7. ↑  « House of Representatives Standing and Sessional Orders » [archive du 16 février 2012], Parliament of Australia (consulté le 23 juin 2008)
8. ↑  Judith Ireland, « Abbott finds a new victim for his schtick », Sydney Morning Herald,‎ 29 février 2012 (lire en ligne [archive du 6 mai 2014], consulté le 17 novembre 2013)
9. ↑  « Suspended in the time it takes for a sound bite », The Australian,‎ 16 mars 2012 (lire en ligne [archive du 23 mars 2014], consulté le 28 juin 2013)
10. ↑  Karp, « Labor's industrial relations bill passes the Senate despite late Coalition filibuster » [archive du 1er décembre 2022], Guardian Australia, 1er décembre 2022 (consulté le 1er décembre 2022)
11. 1 2  « Canada Post back-to-work bill passes key vote », CBC,‎ 25 juin 2011 (lire en ligne [archive du 26 juin 2011], consulté le 25 juin 2011)
12. ↑  « John Ivison: Time stands still in the House of Commons as NDP filibuster drags on » [archive du 29 janvier 2013], National Post, 24 juin 2011
13. ↑  « How much will the NDP filibuster cost taxpayers? » [archive du 29 juin 2011], Canada.com
14. ↑  « Marathon Canada Post debate continues on Hill », Vancouver Sun,‎ 24 juin 2011 (lire en ligne [archive du 28 juin 2011], consulté le 26 juin 2011)
15. ↑  Alexander Panetta, « Tory's loose lips an asset – until now », The Canadian Press, Toronto,‎ 3 avril 2008 (lire en ligne [archive du 26 avril 2011], consulté le 13 février 2010)
16. ↑  Catherine Clark, « 'Beyond Politics' interview (at 19:11) » [archive du 20 juillet 2011], CPAC, 27 juillet 2009 (consulté le 14 février 2010)
17. ↑  « Parties trade blame for House logjam », The Canadian Press, Toronto,‎ 26 octobre 2006 (lire en ligne [archive du 6 juin 2011], consulté le 13 février 2010)
18. ↑  « Standing Committee on Environment and Sustainable Development » [archive du 8 janvier 2016], Parliament of Canada, 26 octobre 2006 (consulté le 13 février 2010)
19. ↑  Mike De Souza, « Tories accused of stalling their own green agenda » [archive du 4 juin 2011], www.canada.com (consulté le 13 février 2010)
20. ↑  « Angry chairman suspends session » [archive du 4 juin 2011], www.canada.com (consulté le 13 février 2010)
21. ↑  « Tories accused of stalling ad scheme review » [archive du 4 juin 2011], www.canada.com (consulté le 13 février 2010)
22. ↑  O'Malley, « Filibuster ahoy! Liveblogging the Procedure and House Affairs Committee for as long as it takes... » [archive du 3 octobre 2014], www.Macleans.ca, 5 février 2008 (consulté le 18 janvier 2023)
23. ↑  O'Malley, « Liveblogging PROC: We'll stop blogging when he stops talking – the return of the killer filibuster (From the archives) » [archive du 5 décembre 2021], www.Macleans.ca, 7 février 2008 (consulté le 5 décembre 2021)
24. ↑  « House of Commons Committees – PROC (41-2) – Minutes of Proceedings – Number 016 » [archive du 24 septembre 2015] (consulté le 15 juin 2016)
25. ↑  Stone, « The art of the filibuster: preparation, focus, and a hardy bladder » [archive du 4 mars 2016] (consulté le 15 juin 2016)
26. ↑  « Conservatives pass Fair Elections Act », Toronto Star,‎ 13 mai 2014 (lire en ligne [archive du 10 août 2016], consulté le 15 juin 2016)
27. ↑  Zimonjic et Van Dusen, « Committee filibuster over changes to House of Commons rules to resume Monday, opposition MPs say » [archive du 7 août 2022], CBC News, 2 avril 2017 (consulté le 12 août 2022)
28. ↑  Bryden, « Government drops most contentious proposals for reforming House of Commons rules » [archive du 28 janvier 2022], 30 avril 2017 (consulté le 28 janvier 2022)
29. ↑  McLeod, « Liberal government filibusters its own budget debate » [archive du 15 mars 2017], The Telegram, 14 mars 2017 (consulté le 5 novembre 2017)
30. 1 2  « Obstruction in the Ontario Legislature: The struggle for power between the government and the opposition » [archive du 7 mars 2013] (consulté le 7 août 2012)
31. ↑  « On Filibusters » [archive du 3 août 2012] (consulté le 7 août 2012)
32. ↑  « Hansard Transcripts 1991-May-06 ¦ Legislative Assembly of Ontario » [archive du 30 août 2022], 6 mai 1991 (consulté le 3 juin 2022)
33. ↑  « Legislative Assembly of Ontario. Hansard. Wednesday, 2 April 1997, volume B » [archive du 7 juillet 2017], Ontla.on.ca (consulté le 24 décembre 2010)
34. ↑  « Legislative Assembly of Ontario. Hansard. Friday, 4 April 1997, volume H » [archive du 11 juin 2011], Ontla.on.ca (consulté le 24 décembre 2010)
35. ↑  « Legislative Assembly of Ontario. Hansard. Sunday, 6 April 1997, volume N » [archive du 11 juin 2011], Ontla.on.ca (consulté le 24 décembre 2010)
36. ↑  « Legislative Assembly of Ontario. Hansard. Tuesday, 8 April 1997, volume S » [archive du 11 juin 2011], Ontla.on.ca (consulté le 24 décembre 2010)
37. ↑  « Legislative Assembly of Ontario. Hansard. Friday, 11 April 1997, volume AE » [archive du 11 juin 2011], Ontla.on.ca (consulté le 24 décembre 2010)
38. ↑  Government of India, Handbook for Members of Rajya Sabha, janvier 2010 (lire en ligne [archive du 15 mai 2012]), « 2: General Matters », p. 60
39. ↑  Government of India, Handbook for Members of Lok Sabha, Fifteenth (lire en ligne [archive du 13 août 2014]), « 2: General », p. 67
40. ↑  « Bizarre story defies Shatter's drone attack », The Irish Times,‎ 20 février 2014 (lire en ligne [archive du 21 février 2014], consulté le 21 février 2014)
41. ↑  Vernon Small, « Bill debate goes to rare Monday », The New Zealand Herald,‎ 21 août 2000 (lire en ligne [archive du 15 mars 2018], consulté le 16 décembre 2017)
42. ↑  « "Melissa Lee Memorial Council" mooted » [archive du 19 mai 2009], Newstalk ZB (consulté le 24 décembre 2010)
43. ↑  « Labour filibuster on Supercity bills » [archive du 13 octobre 2012], Stuff.co.nz, 25 mai 2009 (consulté le 24 décembre 2010)
44. ↑  « MPs' info exemption bill revived », BBC News,‎ 24 avril 2007 (lire en ligne [archive du 23 avril 2009], consulté le 24 décembre 2010)
45. ↑  Ainsley Thomson, « U.K. in Marathon Session on Voting Bill », The Wall Street Journal,‎ 17 janvier 2011 (lire en ligne [archive du 20 juillet 2018], consulté le 3 août 2017)
46. ↑  « Conservative backbenchers halt effort to move clocks forward » [archive du 17 juin 2012], 21 janvier 2012 (consulté le 12 juillet 2012)
47. ↑   [vidéo] « Jacob Rees-Mogg Proposes Somerset Time Zone »
48. ↑  « Hansard » [archive du 4 mars 2016], 28 novembre 2014 (consulté le 31 août 2017)
49. ↑  « Fury as retaliatory evictions bill talked out of Commons » [archive du 14 août 2016], Inside Housing (consulté le 15 juin 2016)
50. ↑  (en-GB) « MP's marathon speech sinks bill », BBC News,‎ 2 décembre 2005 (lire en ligne [archive du 13 mars 2007], consulté le 18 janvier 2023).
51. ↑  Mark Twain, « Stirring Times in Austria » [archive du 20 juin 2017] (consulté le 13 août 2017)
52. ↑  Noralyn. Mustafa, « Roseller T. Lim – He filibustered for 18 hours to stop Marcos but... », Philippine Daily Inquirer,‎ 18 juin 2004 (lire en ligne, consulté le 7 mars 2013)
53. ↑  (de) « Grüne protestieren mit "Marathonrede" gegen Budget », Die Presse,‎ 16 décembre 2010 (lire en ligne, consulté le 10 avril 2025)
54. ↑  (de) « Stenographical Protokol of the 107th conference of the XVIII. legislature period (March 10th to 12th; 1993) »(Archive.org • Wikiwix • Archive.is • Google • Que faire ?) (consulté le 24 décembre 2010).
55. 1 2  « Rules Of The Senate: Precedence of Motions (Rule XXII) » [archive du 30 décembre 2017], United States Senate Committee on Rules and Administration, United States Senate (consulté le 3 mars 2022)
56. ↑  Richard Beth et Stanley Bach, Filibusters and Cloture in the Senate, Congressional Research Service, 28 mars 2003, 4, 9 (lire en ligne [archive du 29 octobre 2017])
57. ↑  Richard A. Arenberg et Robert B. Dove, Defending the Filibuster: The Soul of the Senate, Indiana U.P., 2012 (ISBN 978-0-253-00191-7, lire en ligne)
58. ↑  Binder, « The History of the Filibuster » [archive du 21 février 2013], Brookings, 22 avril 2010 (consulté le 14 juin 2012)
59. ↑  Jonathan Backer, Brennan Center for Justice: A Short History on the Constitutional Option (lire en ligne [archive du 21 décembre 2012])
60. ↑  « U.S. Senate: About Filibusters and Cloture | Historical Overview », www.senate.gov (consulté le 20 mars 2023)
61. ↑  Gregory John Wawro et Eric Schickler, Filibuster: Obstruction And Lawmaking in the U.S. Senate, Princeton U.P., 2006, 1–12 p. (ISBN 0-691-12509-0, lire en ligne)
62. ↑  (en) « The Need for the Constitutional Option » [archive du 30 juin 2022], HuffPost, 28 mars 2010 (consulté le 30 juin 2022)
63. ↑  Jeremy W. Peters, « In Landmark Vote, Senate Limits Use of the Filibuster », The New York Times,‎ 21 novembre 2013 (lire en ligne [archive du 25 février 2017], consulté le 21 février 2017)
64. ↑  « Senate OKs 'nuclear option,' clears path for high court nomination vote » [archive du 7 avril 2017], ABC News, 6 avril 2017 (consulté le 6 avril 2017)
65. 1 2  « Trump calls for end to filibuster, says Senate Republicans "look like fools" » [archive du 23 novembre 2022], CBS News, 29 juillet 2017 (consulté le 23 novembre 2022)
66. ↑  « Trump to GOP: Dump the filibuster before Schumer does - POLITICO » [archive du 23 novembre 2022], Politico, 26 juin 2018 (consulté le 23 novembre 2022)
67. ↑  « Senators sign letter to preserve filibuster rules » [archive du 23 novembre 2022], 7 avril 2017 (consulté le 23 novembre 2022)
68. ↑  (en) « Senate filibuster's racist past fueled arguments for its end » [archive du 19 janvier 2022], AP NEWS, 20 avril 2021 (consulté le 19 janvier 2022)
69. ↑  (en-US) « Senate votes down filibuster change as Manchin, Sinema side with Republicans » [archive du 17 mai 2022], New York Post, 20 janvier 2022 (consulté le 3 mai 2022)
70. ↑  (en-US) Murphy, « Is Cory Booker's speech the longest in Senate history? It's not a filibuster. What to know », USA TODAY (consulté le 8 avril 2025)
71. ↑  (en) Ibrahim, « Cory Booker's marathon Senate speech broke record, but it wasn't a filibuster », Snopes, 2 avril 2025 (consulté le 8 avril 2025)
72. ↑  (en) Popli, « What to Know About Cory Booker Marathon Anti-Trump Speech », TIME,‎ 1er avril 2025 (lire en ligne, consulté le 8 avril 2025)
73. ↑  Oleszek, « A Pre-Twentieth Century Look at the House Committee on Rules » [archive du 6 février 2022], The U.S. House of Representatives Committee on Rules, 1er décembre 1998 (consulté le 30 juin 2022)
74. ↑  (en) Litt, « We Already Got Rid of the Filibuster Once Before » [archive du 15 juin 2022], The Atlantic, 8 mars 2021 (consulté le 30 juin 2022)
75. ↑  « Kevin McCarthy breaks record for longest-ever House speech, talking for more than 8 hours to obstruct Biden's social-spending bill » [archive du 19 novembre 2021], Business Insider, 19 novembre 2021 (consulté le 19 novembre 2021)
76. ↑  « McCarthy delays spending bill vote with longest speech ever on House floor » [archive du 19 novembre 2021], Fox News, 19 novembre 2021 (consulté le 19 novembre 2021)
77. ↑  magazine, « L'Assemblée adopte la limitation du temps de parole des députés », Le Point, 29 mai 2019 (consulté le 17 avril 2023)
78. ↑  « Qu'est-ce que l'obstruction parlementaire ? », lejdd.fr, décembre 2022 (consulté le 17 avril 2023)
79. ↑  « TIMELINE: Key dates in Gaz de France-Suez merger », Reuters,‎ 2 septembre 2007 (lire en ligne [archive du 4 février 2021], consulté le 24 février 2010)
80. ↑  James Kanter, « Plan for Gaz de France advances toward a vote », International Herald Tribune,‎ 19 septembre 2006 (lire en ligne [archive du 7 mars 2013], consulté le 24 février 2010)
81. ↑  « France – Constitution » [archive du 24 mars 2010], International Constitutional Law (consulté le 24 février 2010)
82. 1 2  (es) Ignacio Hermosilla, « "Filibusterismo": la técnica de Naranjo que hace recordar el discurso de 6 horas de Jorge Ulloa », Radio Bío-Bío,‎ 8 novembre 2021 (lire en ligne [archive du 9 novembre 2021], consulté le 10 novembre 2021)
83. ↑  José Miguel Wilson, « Acusación a Piñera: Votos opositores en duda, la resistencia de Naranjo y el caso Jackson se transforman en factores clave », La Tercera, Diamond Books,‎ 8 novembre 2021 (lire en ligne [archive du 8 novembre 2021], consulté le 8 novembre 2021)
84. ↑  (es) Cooperativa.cl, « [Minuto a Minuto] [En vivo] Cuando Jaime Naranjo cumple 15 horas hablando, Giorgio Jackson llega, por fin, al Congreso », Cooperativa,‎ 9 novembre 2021 (lire en ligne [archive du 9 novembre 2021], consulté le 9 novembre 2021)
85. ↑  « Official Record of Proceedings » [archive du 7 mars 2013], 1er décembre 1999 (consulté le 18 janvier 2023), p. 1875
86. ↑  (en-US) Cheng, « Hong Kong Opposition to Rail Holds Off Vote », Wall Street Journal, 11 janvier 2010 (consulté le 10 avril 2025)
87. ↑  (it) Labeone, « Italicum, canguri e scavalchi: gli emendamenti azzeccagarbugli » [archive du 8 février 2018] (consulté le 10 avril 2025)
88. ↑  (it) Buonomo, « Tumulto in aula, ghigliottina e tagliola », L'Ago e Il Filo,‎ 2013 (lire en ligne)
89. ↑  « Oil Agreements in Iran » [archive du 25 janvier 2021], Encyclopædia Iranica, 28 mai 1901 (consulté le 1er septembre 2015)
90. ↑  M. Elm, Oil, Power, and Principle: Iran's Oil Nationalization and Its Aftermath, Syracuse University Press, coll. « Contemporary issues in the Middle East », 1994 (ISBN 978-0-8156-2642-8, lire en ligne), p. 56
91. ↑  « South Korea breaks record trying to block surveillance » [archive du 16 mars 2016], 2 mars 2016 (consulté le 15 juin 2016)